# Marcus Joseph Müller
Marcus Joseph Müller (auch Markus Joseph Müller; * 3. Juni 1809 in Kempten, Illerkreis; † 28. März 1874 in München, Königreich Bayern) war ein deutscher Orientalist und Hochschullehrer.

## Leben
Müller war Sohn eines Gymnasiallehrers. Dieser wurde als Schulrat nach Augsburg versetzt. Dort besuchte Marcus Joseph Müller das Gymnasium bei St. Anna. An der Schule stand er unter dem Einfluss von Jakob Philipp Fallmerayer. 1826 ging er zum Studium, insbesondere der Philologie, an die Universität München, wobei er unter anderem unter Othmar Frank studierte. 1830 bestand er das Staatsexamen als Gymnasiallehrer, und 1833 konnte er mit der Unterstützung des Maximilian II. eine Forschungsreise nach Paris und Leyden unternehmen, wobei er insbesondere morgenländische Schriften studierte. Eine Berufung nach seiner Rückkehr 1837 an die Philosophische Fakultät der Universität München scheiterte zunächst, allerdings erhielt er 1839 eine Anstellung als außerordentlicher Professor für die nichtbiblische Orientalische Literatur an der Universität. 
Müller erhielt 1847 schließlich eine Stelle als ordentlicher Professor an der Universität in München. 1856 sandte ihn König Maximilian II. zur Erforschung der arabischen Handschriften in die Bibliothek von Real Sitio de San Lorenzo de El Escorial. Dort forschte er bis 1858. 1862 schwächte ein Schlaganfall seine Gesundheit und Leistungsfähigkeit. Seine Übersetzungen aus dem Arabischen verschafften ihm eine bleibende Bedeutung.

## Mitgliedschaften
Marcus Joseph Müller war Mitglied der Deutschen Morgenländischen Gesellschaft. Bereits 1841 erfolgte seine Aufnahme als ordentliches Mitglied in die Bayerische Akademie der Wissenschaften. Von 1852 bis 1870 fungierte er außerdem als Sekretär der Philosophisch-philologischen Klasse der Akademie.

## Werke (Auswahl)
- Untersuchungen über den Anfang des Bundehesch, München 1843.
- Ueber die oberste Herrschergewalt nach dem moslimischen Staatsrecht, München 1847.
- Übersetzung von Averroes: Philosophie und Theologie, Franz, München 1859 (Nachdruck u. a. VCH, Weinheim 1991, ISBN 3-527-17625-X).
- Die aus dem Arabischen in das Spanische übergegangenen Wörter, Franz, München 1861.
- Beiträge zur Geschichte der westlichen Araber, Franz, München 1866.